# Prix des Critiques
Der Prix des Critiques ist ein Literaturpreis, der seit 1945 an französischsprachige Autoren vergeben wurde.

## Juroren (soweit bekannt)
- Maurice Blanchot (1945)
- Roger Caillois
- Jean Paulhan
- Jean Starobinski

## Preisträger
- 1945 Romain Gary für „Éducation européenne“. Auf Deutsch: General Nachtigall
- 1947 Albert Camus für „Die Pest“
- 1949 Jules Supervielle
- 1952 Georges Borgeaud für „Le Préau“
- 1953 Alain Robbe-Grillet für „Le Voyeur“
- 1954 Françoise Sagan für „Bonjour tristesse“
- 1957 Micheline Maurel für „Un camp très ordinaire“
- 1960 José Cabanis für „Le Bonheur du jour“
- 1963 Robert Pinget für „L’Inquisitoire“
- 1964 Jacques Audiberti für „Ange aux entrailles“
- 1965 Pierre Klossowski für „Le Baphomet“
- 1970 Edmond Jabès oder 1972 für Elya[1]
- 1971 Yves Bonnefoy für „Rome, 1630 : l'horizon du premier baroque“
- 1973 Raymond Aron für République impériale
- 1974 Noël Devaulx für „Avec vue sur la zone“
- 1975 Jean-Loup Trassard für „L’Ancolie“
- 1980 Pascal Quignard für „Carus“
- 1982 Nicolas Bouvier für „Le Poisson-Scorpion“
- 1984 Jacques Réda für „L’Herbe des Talus“

## Notizen
1. ↑  Die Literatur ist sich nicht einig über das Jahr: die frz. WP nennt 1970, die britische WP nennt 1972.